# گرافنویزن
گرافنویزن (به آلمانی: Grafenwiesen) یک شهر در آلمان است که در Cham واقع شده‌است.